# 雉鸠
雉鸠（学名：Otidiphaps nobilis）是鸽形目鸠鸽科雉鸠属（学名：Otidiphaps）的唯一物种。分布于新几内亚的原始雨林中。